# Houverather Bach und Nebenbäche
Koordinaten: 50° 33′ 2″ N, 6° 54′ 10″ O

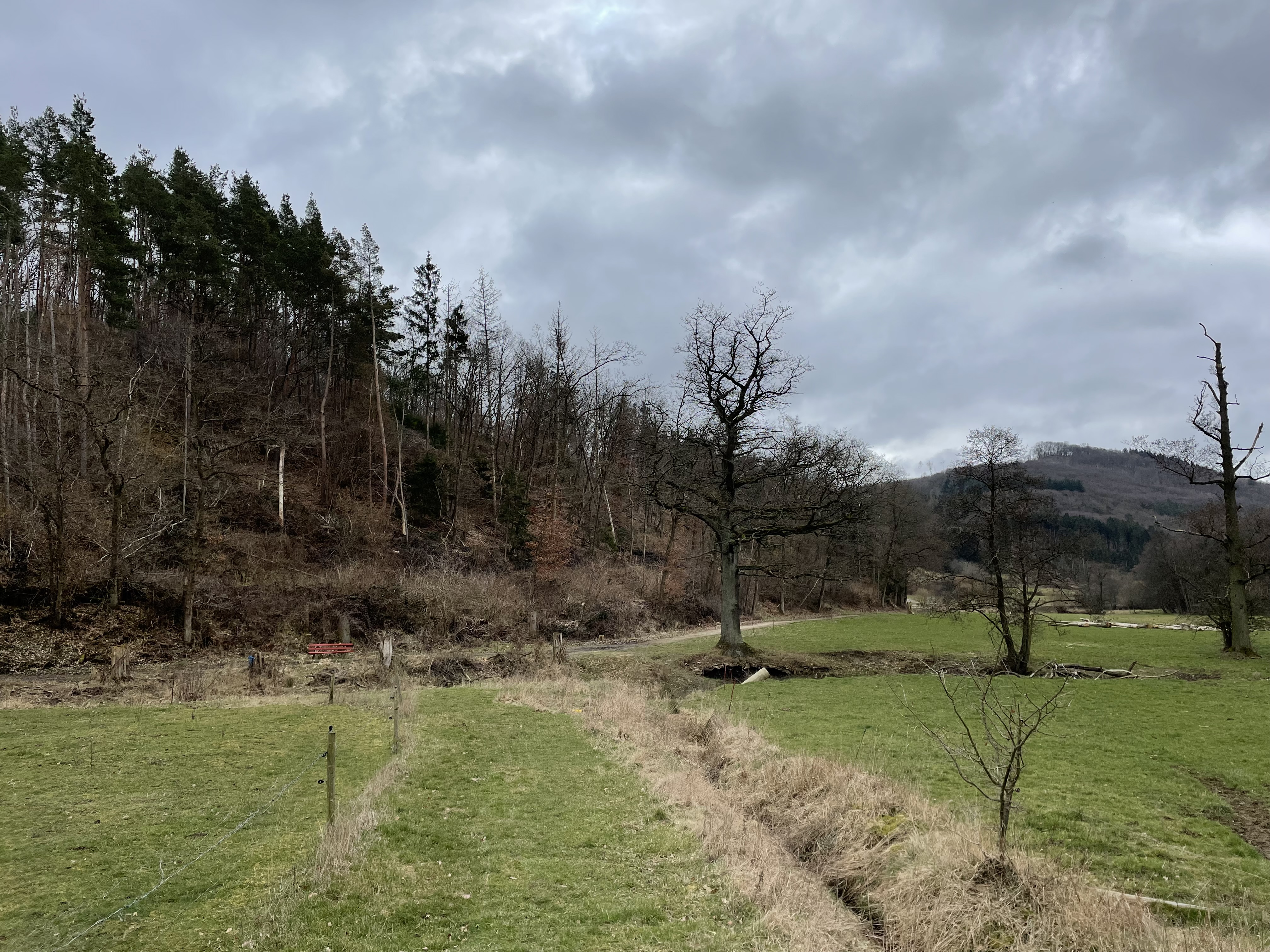
NSG Houverather Bach und Nebenbäche

Das Naturschutzgebiet Houverather Bach und Nebenbäche liegt auf dem Gebiet der Stadt Bad Münstereifel im Kreis Euskirchen in Nordrhein-Westfalen.
Das aus acht Teilflächen bestehende Gebiet erstreckt sich östlich der Kernstadt Bad Münstereifel zwischen Scheuren im Norden und Lanzerath im Süden – beide Stadtteile von Bad Münstereifel – entlang des Houverather Baches und Nebenbächen. Südlich und östlich des Gebietes verläuft die Landesgrenze zu Rheinland-Pfalz.

## Bedeutung
Das etwa 69,2 ha große Gebiet wurde im Jahr 2007 unter der Schlüsselnummer EU-159 unter Naturschutz gestellt. In den acht Teilflächen befinden sich drei schutzwürdige Biotope:
- Bachsystem des Hasenbaches und des Eichener Siefen: Das Bachtal am nördlichen Rand der Ahreifel ist überwiegend begradigt und weist nur wenig Ufergehölze auf. An die Uferzonen grenzen Feuchtweiden an, auf denen Mädesüß gedeiht, die für den Lebensraum von Wiesenbrütern und Schmetterlingen von Bedeutung sind. In der Talaue befindet sich eine Fischteichanlage mit einem Röhrichtgürtel und einem Vorkommen des Riesen-Bärenklau.
- Feuchtgrünland am Winkelbach nordöstlich Scheuren: Am ebenfalls begradigten Winkelbach sind weitere Vorkommen des Mädesüß zu finden; hinzu kommen einige Röhrichtarten.
- Bachsystem des Houverather Baches nördlich von Kirchsahr: Das Bachsystem durchfließt überwiegend landwirtschaftlich genutzte Flächen; die Zuläufe sind, wie auch der Houverather Bach, meist begradigt. An die Uferzonen grenzt Feucht- und Nassgrünland an, das ebenfalls für Wiesenbrüter von Bedeutung ist. Während im Talbereich neu aufgeforstete Fichten wachsen, gedeihen entlang der Nebenbäche des Geissenbachs Buchen und ältere Fichtenbestände.